# Трифонов, Никита Владиславович
Никита Владиславович Трифонов (6 мая 2000, Хабаровск, Москва) — российский футболист, нападающий.

## Карьера
Начинал заниматься футболом в родном Хабаровске у тренера Владимира Балабанова. В десять лет он вместе с родителями переехал в Сингапур, где занимался в филиале академии лондонского «Арсенала». Вернувшись в Россию, юный форвард находился в академиях «Краснодара» и московского «Спартака».
На профессиональном уровне Трифонов дебютировал в 2019 году в составе клуба молдавской Национальной дивизии «Кодру» (Лозова). За команду в местной элите дебютировал 30 марта в поединке против «Милсами» (0:3). Всего чемпионате Молдавии россиянин провел девять игр, в которых забил один гол.
Летом 2019 года подписал контракт с клубом «СКА-Хабаровск», однако в ФНЛ он за него не играл. В июле 2020 года пополнил состав новичка ПФЛ «Туапсе».